# The Weeping of a Thousand Years
The Weeping of a Thousand Years è il secondo album in studio del gruppo musicale olandese Deinonychus, pubblicato nel 1996 dalla Cacophonous Records.

## Tracce
1. The Romantic Sounds of Death – 6:32
2. A Gathering of Memories – 7:10
3. Upon the Highlands I Fought – 7:20
4. A Last Lament – 7:11
5. I Have Done as You Did – 7:09
6. Lost Forever – 7:11
7. The Awakened – 12:33
8. The Gothic Statue – 8:22

## Formazione

### Gruppo
- Marco Kehren aka Odin – voce, chitarra, basso, batteria
- John Bartels – tastiere